# Tivoli, Sölvesborg
Tivoli är ett bostadsområde i norra Sölvesborg som angränsar till Hjortakroken och Slottet.